# Grand Prix automobile de Picardie

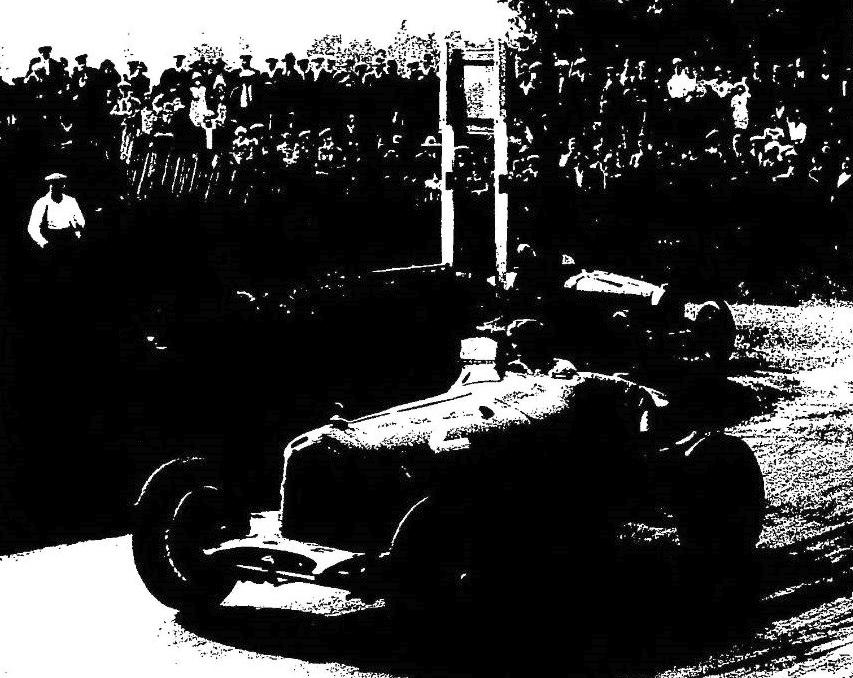
Philippe Étancelin au Grand Prix de Picardie 1933.

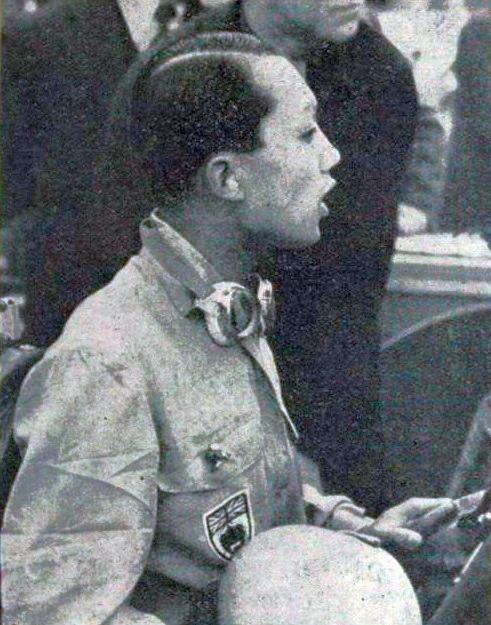
Prince Bira, le vainqueur de 1936.

Le Grand Prix automobile de Picardie était, pendant l’entre-deux-guerres, une compétition automobile internationale organisée par l'Automobile Club de Picardie (club créé en 1905). Elle s’est courue chaque année entre la mi-mai et la mi-juillet, sans interruption de 1925 à 1939. Une seule édition de la course a eu lieu après la Seconde Guerre mondiale, en 1954.

## Histoire
La course s'est disputée à quinze reprises consécutives sur le circuit de Péronne, ce qui en a fait, après le Grand Prix de l'A.C.F., l'épreuve de Grand Prix la plus fréquemment tenue sur le sol français entre les deux guerres.
La tracé d’environ dix kilomètres avait une forme triangulaire, partait de Péronne (pointe nord du circuit), passait par la commune de Mesnil-Bruntel (située au milieu de son côté supérieur nord-est), ainsi que par celles de Mons-en-Chaussée (pointe sud-est) et de Brie - Villers-Carbonnel (pointe sud-ouest) situées sur les deux sommets de sa base[réf. souhaitée].
Philippe Auber(t) a gagné la compétition à trois reprises consécutives, et Bugatti à six au total.

### Monument Bouriat-Trintignant
Lors des essais du Grand Prix 1933, le pilote français Louis Trintignant, au volant de sa Bugatti Type 35, est victime d’un accident mortel sur la commune de Mons-en-Chaussée, à l’intersection de l’axe Péronne - Ham (route départementale 937) avec l’axe Amiens - Saint-Quentin (route nationale 29), pointe sud-est du circuit, après avoir heurté une borne kilométrique en voulant éviter un gendarme. Le lendemain 21 mai en course, sur une Bugatti Type 51, Guy Bouriat se tue presque au même endroit, après avoir heurté un arbre lors d’une tentative de dépassement. Depuis,  un monument Bouriat-Trintignant dédié aux deux coureurs est en place à l’intersection des deux axes (pointe sud-est du circuit), qui constitue une trace toujours visible du passage du Grand Prix dans la région.

## Palmarès
| Année     | Date       | Pilote             | Voiture             | Catégorie  | Distance   | Tours     | Temps / Vitesse moyenne         |
| --------- | ---------- | ------------------ | ------------------- | ---------- | ---------- | --------- | ------------------------------- |
| 1925      | 28 juin    | Boris Ivanowski    | B.N.C.-S.C.A.P.     | Cyclecar   | 215,32 km  | 21        | 2 h 11 min 17 s 6 / 86,48 km/h  |
| 1926      | 14 juillet | Albert Perrot      | Salmson             | Cyclecar   | 153,8 km   | 15        | 1 h 38 min 18 s / 93,88 km/h    |
| 1927      | 12 juin    | Philippe Auber(t)  | Bugatti Type 37A    | Grand Prix | 193,1 km   | 20        | 2 h 2 min / 94,97 km/h          |
| 1928      | 10 juin    | Philippe Auber(t)  | Bugatti Type 37A    | Grand Prix | 193,1 km   | 20        | 1 h 58 min 44 s 6 / 97,57 km/h  |
| 1929      | 9 juin     | Philippe Auber(t)  | Bugatti Type 37A    | Grand Prix | 193,1 km   | 20        | 1 h 47 min 24 s 8 / 107,86 km/h |
| 1930      | 18 mai     | Max Fourny         | Bugatti Type 37A    | Grand Prix | 213,463 km | 22        | 2 h / 98,68 km/h                |
| 1931      | 10 mai     | "Ivernel"          | Bugatti Type 35B    | Grand Prix | 215,233 km | 22        | 2 h / 107,61 km/h               |
| 1932      | 5 juin     | Philippe Étancelin | Alfa Romeo Monza    | Grand Prix | 241,32 km  | 25        | 1 h 55 min 43 s 6 / 125,12 km/h |
| 1933      | 21 mai     | Philippe Étancelin | Alfa Romeo Monza    | Grand Prix | 195,3 km   | 20        | 1 h 25 min 36 s 2 / 136,89 km/h |
| 1934      | 27 mai     | Benoît Falchetto   | Maserati 8CM        | Grand Prix | 192,4 km   | 20        | 1 h 31 min 53 s 6 / 125,6 km/h  |
| 1935      | 26 mai     | Robert Benoist     | Bugatti Type 59 (*) | Grand Prix | 390,6 km   | 40        | 2 h 59 min 48 s / 130,3 km/h    |
| 1936      | 21 juin    | Prince Bira        | ERA B               | Voiturette | 146,48 km  | 15        | 1 h 3 min 43 s / 137,9 km/h     |
| 1937      | 27 juin    | Raymond Mays       | ERA C(*)            | Voiturette | 146,475 km | 15        | 59 min 47 s 6 / 147 km/h        |
| 1938      | 12 juin    | Raymond Mays       | ERA D (*)           | Voiturette | 146,5 km   | 15        | 1 h 33 min / 143,3 km/h         |
| 1939      | 11 juin    | Johnnie Wakefield  | Maserati 4CL        | Voiturette | 146,5 km   | 15        | 1 h 6 min 33 s / 132,1 km/h     |
| 1940-1953 | Non couru  | Non couru          | Non couru           | Non couru  | Non couru  | Non couru | Non couru                       |
| 1954      | 20 juin    | Jacques Pollet     | Gordini             | Sport      | 177,813 km | 60        | 1 h 34 min 3 s 2 / 113,41 km/h  |

(*: écuries officielles)

## Pole position
(connues)
- 1932: Philippe Étancelin
- 1933: Philippe Étancelin
- 1934: Raymond Sommer
- 1935: Robert Benoist
- 1936: Prince Bira
- 1937: Raymond Mays
- 1938: Prince Bira
- 1939: Johnnie Wakefield

## Tour le plus rapide
- 1925:  Michel Doré, à 105,45 km/h; 24 partants
- 1926:  ?; 4 arrivants
- 1927:  Philippe Auber(t), à 114,41 km/h; 18 partants
- 1928:  Philippe Auber(t), à 111,4 km/h; 15 partants
- 1929:  Philippe Auber(t), à 112,12 km/h; 9 partants
- 1930:  Max Fourny, à 114,7 km/h; 19 partants
- 1931:  ?; 34 partants
- 1932:  Philippe Étancelin, à 132,03 km/h; 16 partants
- 1933:  Philippe Étancelin, à 140,17 km/h; 13 partants
- 1934:  Benoît Falchetto, à 129,7 km/h; 11 partants
- 1935:  Robert Benoist et  Earl Howe, à 135,2 km/h; 11 partants
- 1936:   Prince Bira, à 140,1 km/h; 10 partants en finale
- 1937:  Raymond Mays, à 156,2 km/h; 9 partants en finale
- 1938:  Prince Bira, à 154,2 km/h; 10 partants en finale
- 1939:  Johnnie Wakefield, à 135,2 km/h; 7 partants en finale

## Remarques
- Le 12 juin 1927, trois autres courses d'importance ont lieu simultanément, les GP de Rome, et des circuits de Thuin et des Gattières.
- Il est à signaler qu'après la guerre, le Grand Prix de Picardie Sport est remporté par Jacques Pollet sur une Gordini T15S 2,0 l officielle, devant la Jaguar C-Type d'Hans Davids et la Maserati A6GCS de Jean Estager.